# Tōru (Nō)

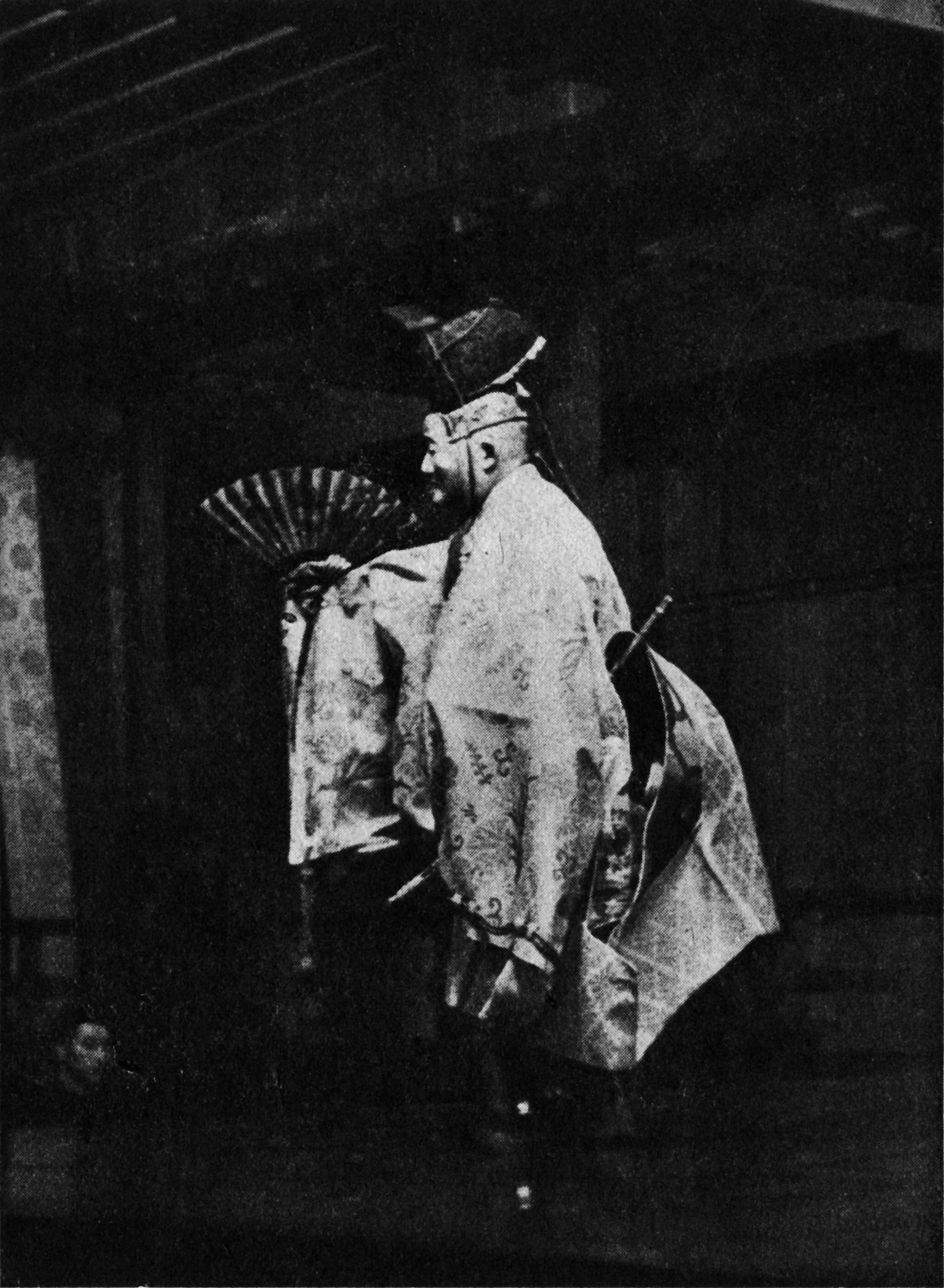
Tanz des Tōru

Tōru (japanisch 融), ein männlicher Vorname, ist der Titel eines Nō-Dramas von Seami. Es ist im Rahmen der Nō-Kategorie ein Fünftspiel.

## Vorbemerkung
Ort der Handlung ist Rokujōhara. Es treten auf: Ein Priester des Ostlandes (Waki) und ein Salz schöpfender Mann (Shite), im 2. Akt als Geist von Minamoto no Tōru.

## Handlung
1. Akt:
  1. Der Priester kommt auf seiner Reise in die Hauptstadt nach Rokujōhara.
  2. Ein Salzflut schöpfender und herbeitragender Mann erscheint.
  3. Wechselrede.
  4. Fortgesetztes Gespräch, Belehrung über die Sehenswürdigkeiten der Hauptstadt.
2. Akt:
  1. Wartegesang des Priesters. Er sinkt in den Schlaf und träumt.
  2. Tōru erscheint in wahrer Gestalt und besingt im Wechselgesang mit dem Chor und tanzend die alte Pracht seines Fürstenanwesen unter dem Mondlicht, bis der Mond vergeht. Der Morgen naht und Tōru entschwindet.

## Nachbemerkung
Bohner schreibt, dass der Fürstensitz des Minamoto no Tōru schon früh zu einem Mythos geworden ist. Tōru soll bei seinem Palast in Rokujōhara  im südlichen Kyōto einen Salzsiedeofen (塩釜, Shiogama) angelegt haben, den er täglich mit Meerwasser füllen ließ. Selbst Ebbe und Flut soll er seinen Gästen gezeigt haben. Große Feste wurden dort gefeiert.